# Hámori-tó
Hámori-tó är en sjö i Ungern. Den ligger i den norra delen av landet, 130 km nordost om huvudstaden Budapest. Hámori-tó ligger 579 meter över havet.